# 琉球鬥牛

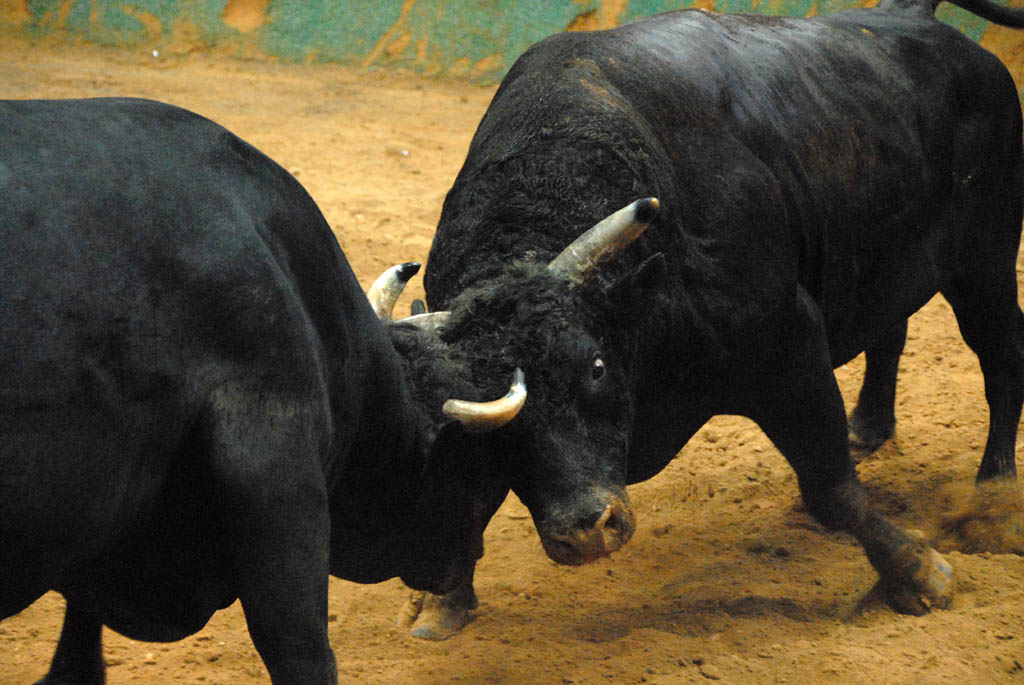
石川市的鬥牛賽

琉球鬥牛是一種原產於琉球群島（日本鹿兒島縣奄美群島和沖繩縣）的鬥牛活動，這項運動至少早在12世紀就開始了，農民們將公牛相互鬥牛作為一項有趣的運動。在比賽中公牛以角相鬥並試圖迫使對方放棄陣地，每頭公牛都有一名教練幫助公牛保持衝勁並鼓勵他們的公牛獲勝。當其中一隻公牛疲倦並退出比賽時，比賽就結束了。教練們非常小心地防止公牛互相傷害，如果其中一個不小心撞傷另一個，戰鬥就會立即結束。

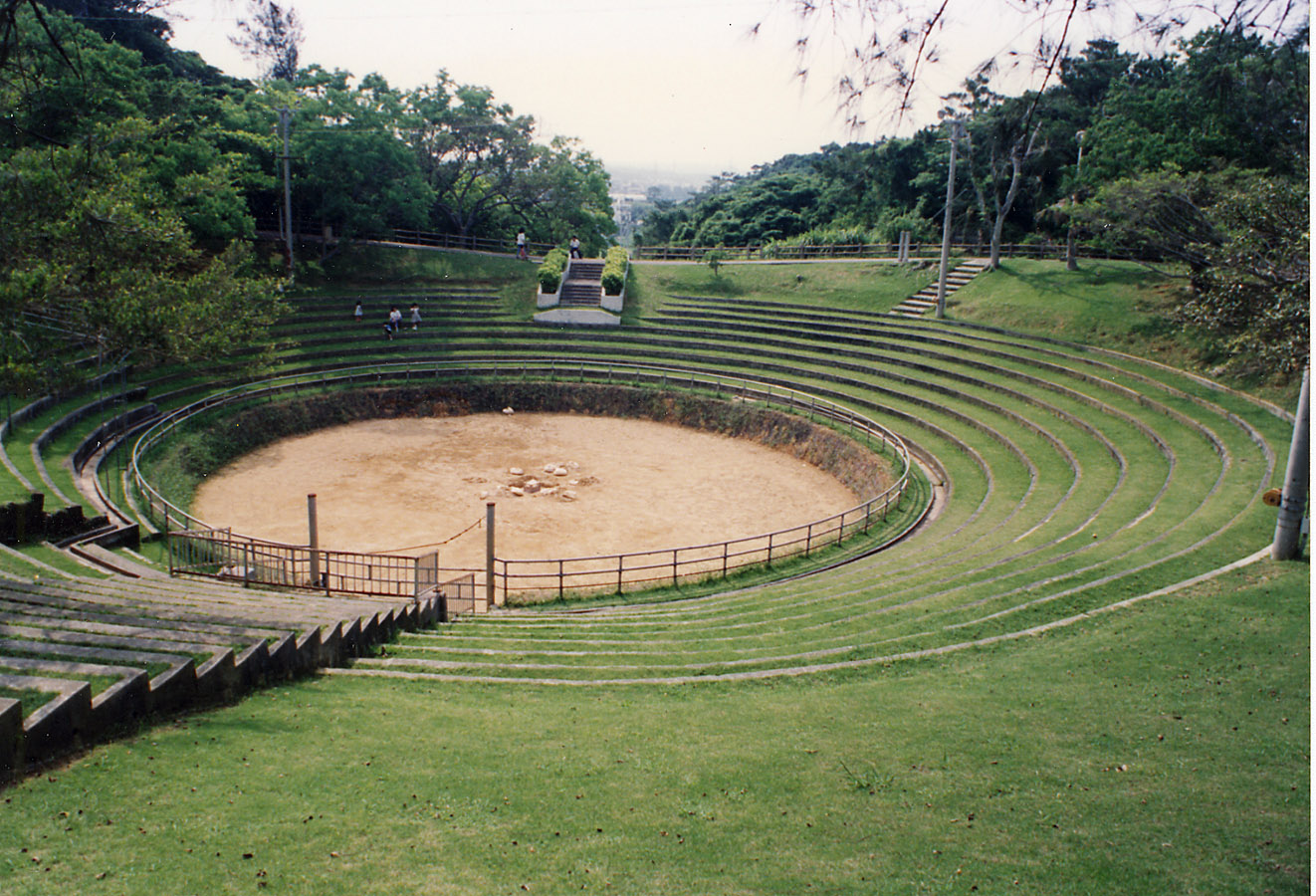
一座鬥牛場